# Halictus dorni
Halictus dorni är en biart som beskrevs av Ebmer 1982. Halictus dorni ingår i släktet bandbin, och familjen vägbin. Inga underarter finns listade i Catalogue of Life.